# 302 (عدد)
302 هو عدد صحيح، يلي العدد 301 وويسبق العدد 303.

## في الرياضيات

### خصائص
- عدد طبيعي.[3]
- عدد زوجي.[4][5]
- عدد موجب،[6] السالب منه هو -302.[7]

## في التاريخ
- 302 هـ هي سنة في التقويم الهجري.
- هي سنة 302 م في التقويم الميلادي.

## وصلات خارجية
الأعداد الصاتمة، ديوان اللغة العربية.